# Villefranque (Altos Pirenéus)
Villefranque é uma comuna francesa na região administrativa de Occitânia, no departamento dos Altos Pirenéus. Estende-se por uma área de 3,17 km². Em 2010 a comuna tinha 82 habitantes (densidade: 25,9 hab./km²).